# Helio Waldman
Helio Waldman é um cientista brasileiro mais conhecido pelo seu trabalho como reitor da Universidade Federal do ABC, UFABC (2010-2014), e como pró-reitor de pesquisa da Universidade Estadual de Campinas, Unicamp (1986-1990). 
Atualmente atua como Pesquisador Doutor Colaborador da UFABC e Professor Colaborador da Unicamp.

## Carreira
Waldman já atuou como:
- Reitor da Universidade Federal do ABC (UFABC).
- Pró-Reitor de Pesquisa da Universidade Estadual de Campinas (Unicamp).
- Editor da Revista da Sociedade Brasileira de Telecomunicações (SBrT).
- Revisor de periódico da Electronics Letters e Revisor de periódico da IEEE Transactions on Communications
- Presidente da Sociedade Brasileira de Telecomunicações (SBrT).
- Diretor da Faculdade de Engenharia de Campinas.
- Professor do Instituto Alberto Luiz Coimbra de Pós-Graduação e Pesquisa em Engenharia (COPPE/UFRJ).

Assinou um manifesto em defesa da soberania nacional e contra as recentes declarações do presidente dos Estados Unidos, Donald Trump, repudiando a tentativa de interferência estrangeira no Judiciário brasileiro e denunciando o caráter político da decisão norte-americana de elevar para 50% a tarifa de importação de produtos brasileiros.

## Formação
- Graduação (Engenharia eletrônica) - Instituto Tecnológico de Aeronáutica, ITA - 1966.
- Mestrado (Engenharia elétrica) - Stanford University - 1968.
- Doutorado (Ph.D.) (Engenharia elétrica) - Stanford University - 1972.

## Livros Publicados
- Telecomunicações: Princípios e Tendências. 1997, Editora Érica, São Paulo.
- Fibras Opticas: Tecnologia e Projeto de Sistemas. 1991, Makron Books, São Paulo.
- Processamento de Sinais Digitais. 1987, La Editorial Kapelusz, Buenos Aires.

## Prêmios
- Comendador da Ordem Nacional do Mérito Científico - Presidente da República do Brasil - 2010[3].
- Bolsista de Produtividade em Pesquisa do Conselho Nacional de Desenvolvimento Científico e Tecnológico, CNPq - Nível 1B.
- Membro Emérito da SBrT - Sociedade Brasileira de Telecomunicações, SBrT - 2009 [4].
- Membro Sênior da SBrT - Sociedade Brasileira de Telecomunicações, SBrT - 2001 [4].
- Bolsa de Reconhecimento Acadêmico "Zeferino Vaz" - Universidade Estadual de Campinas, UNICAMP - 1996[5].
- Membro Sênior do IEEE - Institute of Electrical and Electronics Engineers, IEEE - 1990[5].